# Edward Thaddeus Lawton
Edward Thaddeus Lawton OP (* 12. Oktober 1913 in South Boston; † 19. Dezember 1966 in Sokoto, Nigeria) war ein amerikanischer Geistlicher der Römisch-katholischen Kirche, Apostolischer Präfekt und Bischof von Sokoto.

## Leben
Lawton ging zur St. Francis de Sales School und an die Boston College High zur Schule. Das College besuchte er am Boston College. Am 16. August 1937 legte Lawton seine Profess im Orden der Dominikaner ab und wurde am 6. Juni 1943 zum Priester ordiniert. Zuerst kam er als Lehrer an die Fenwick High School in Oak Park, Illinois, wo er bis 1951 unterrichtete.
Im Jahr 1951 wurde er zur Mission nach Lagos in Nigeria geschickt. Dort kam er am 27. Februar 1951, als erster von drei Missionaren, an.
Am 15. Januar 1954 wurde er zum Apostolischen Präfekten der neu errichteten Apostolischen Präfektur Sokoto ernannt und am 13. November 1954 eingesetzt. Im Jahr 1964 wurde Sokoto zum Bistum erhoben und Lawton somit zum ersten Bischof am 16. Juni 1964 ernannt. Seine Ordinierung zum Bischof erfolgte am 15. August 1964 durch den Erzbischof von Kaduna John MacCarthy. Am 19. Dezember 1966 starb er im Alter von 53 Jahren. Er wurde in Gusau nahe der Our Lady of Fatima Church beigesetzt.

## Schwierigkeiten
Da die Apostolische Präfektur und spätere Diözese Sokoto erst im Aufbau war, hatte Lawton am Anfang mehrere Schwierigkeiten, unter anderem fehlte es an Personal, um die Gläubigen zu betreuen.

## Einfaches Leben
Lawton wird nachgesagt, dass er trotz bischöflicher Würden, immer das einfache Leben suchte und auch seinen Tag, wie ein einfacher Mönche gestaltete.